# 沙姆斯·阿加胡賽諾娃
沙姆斯·阿加胡賽諾娃（Shams Aghahuseynova，2010年6月12日—）是亞塞拜然韻律體操運動員。

## 運動生涯
2023年，沙姆斯首次亮相國際賽場，並代表國家參加克盧日-納波卡舉行的2023年世界青少年韻律體操錦標賽，最終她在圈操項目中獲得第13名，在球操項目中獲得第21名，並聯同納茲林·阿卜杜拉耶娃（Nazrin Abdullayeva）和努拉伊·艾哈邁德扎達（Nuray Ahmadzada）獲得團體項目第7名。
2024年，她參加了費爾巴赫舉行的國際體操錦標賽，獲得團體賽銅牌和帶操銀牌。幾個月後，她參加了在巴庫舉行的2024年藝術體操歐洲盃，並在青少年組帶操決賽中獲得銀牌。5月22日，在布達佩斯舉行的2024年歐洲藝術體操錦標賽中，她與伊拉哈·巴哈迪羅娃、菲丹·古爾班利和戈夫哈爾·易卜拉欣莫娃一起獲得青少年組團體銅牌。10月下旬，她參加了巴林世界中學生運動會，並獲得個人全能比賽銀牌。